# オートマタ

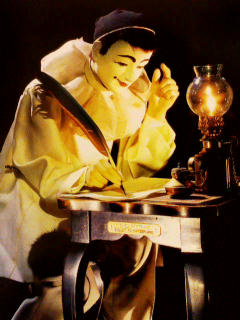
「手紙を書くピエロ」（レオポール・ランベール作 1900年） 右手が滑らかに文字を書くように動き、少し眠気が差したように目の表情が変化する。首が上下しランプの炎が小さくなると、はっと我に返るようにまた手紙を書き始めるという一連の動作をする。野坂オートマタ美術館所蔵品

オートマタ（英: Automata [ɔːˈtɑmətə] 複数形）、オートマトン（Automaton [ɔːˈtɑməˌtɑn] 単数形）は、主に12世紀から19世紀にかけてヨーロッパ等で作られた機械人形ないしは自動人形のこと。
本項で述べる人形は、日本の伝統的な機械仕掛けの人形をからくりと呼ぶのに倣うと、いわゆる「西洋からくり人形」に該当する。

## 概要と呼称
オートマタは、言葉の原義としては「自動機械」のことであり、語源のギリシャ語「automatos」は「自らの意志で動くもの」というような意味合いを持つ言葉である。どういう条件を満たせばオートマタと呼ぶのにふさわしいかは、作られた時代背景や用途、特徴によっていろいろな種類があるがゆえに見解が分かれるところである。本項では主に、18世紀から19世紀にかけてのドイツやスイスの時計技術の革新と、ルネサンス以降のフランスが持っていたディレッタンティズムの複合によって作られた、動力がぜんまいばねによる人形状のものを中心に説明する。また、表記は「オートマトン」「オートマータ」などが同様の意味で用いられるが、学術用語との区別がつきやすく「人形」の意味で使うケースが多い「オートマタ」とする。

## 歴史

### 発祥と背景
オートマタの起源は人形の起源にまでさかのぼる。娯楽のためだけではなく宗教的な儀式などに用いられた人形や仮面のなかには部分的に可動するものもあり、操作することにより伝承などの効果的な補助として使われていた形跡がある。こうした試みは、人間が自ら仮面をつけたり人形を操作するという動力によって動いていたが、機械的な仕掛けにより自動で動くという演出を付加することで、人形（ひとがた）信仰においてあたかも人形に魂が入っているかのように見せることができる。人形を作り、それが動く（動かす）というテーマはユダヤ教のゴーレムやギリシア神話のタロースでも明らかなように、人間にとっては根源的なテーマであり、創造主としての神への挑戦といった面も垣間見える。
一方、オートマタのもうひとつの要素である機械仕掛けは、単に人形の稼動部分を人間が直接動かすという段階を経た後、古代ギリシアにおいてより洗練される。アルキメデスの螺旋や同時期に発明されたといわれる歯車、サイフォン、水力、滑車などの技術が生まれる。アレクサンドリアのヘロンが作ったといわれるコインを入れると水が自動で出る装置やビザンチウムのフィロンにより、シンプルな仕掛けであるが自動装置と呼べるものが作られた。

### ゼンマイとオルゴール
13世紀にはいるとオートマタの基本的な技術要素であるカムシャフトが文献に現れる。この時期には時計の製造技術も飛躍的に向上した。決められた時間に鐘を鳴らす仕組みが考えられ、その技術は教会に設けられた時計台の鐘を鳴らすオートマタに応用された。それまで時を知らせるのは鐘つき男の仕事だったが、鐘つき男を模したジャックマールと呼ばれる時計人形が代わりに鐘を鳴らした。この人形は人気を集め、動きや表情など多様化が見られた。14世紀末に作られたストラスブール大聖堂 の天文時計では高さ122センチメートルの雄鶏のオートマタが羽ばたいて時を告げた。1574年には第二の天文時計が作られ、ジャックマール以外にも天使や死神など宗教的なモチーフのオートマタが用いられた。
15世紀にはゼンマイによる蓄積できる動力が発展していく。これによって時計の小型化が可能となり、職人の増加や市場の拡大が進んだ。
オートマタの機械的な技術は、後にオルゴールに分類される自動演奏楽器の歴史にも大きなかかわりがある。現在ではカリヨンとよばれる大掛かりな仕掛けを伴う時計には、分類上はオルゴールに近い自動演奏装置が組み込まれ、教会の鐘を音程をつけて鳴らすために使われていた。この原理は、シリンダーと呼ばれる円筒状の媒体に楔を打ち込み、その楔部分がスイッチとなって演奏情報に変換されるものであった。このスイッチを空気の制御および鍵盤（音程）の高低の情報とし自動オルガンが作られた。楔は点でなく棒状にもできるため、空気を送り込む時間が、音符の長さとしても表現できるものであった。

### 自動楽器
楽譜による曲の情報の保存とともに、特定の演奏家の演奏を記録し再生する手段として、シリンダーを使った記譜法が考案された。1757年、アングラメル神父によって作られたもので、イタリア人演奏家によるチェンバロ演奏を、現代で言うカーボン紙のようなものを記録媒体とし、ゆっくりと回るシリンダーに巻きつけた紙に演奏情報が記録される仕組みとなっていた。演奏終了後記録の通りに楔を打ち込み、自動演奏を可能にしたチェンバロにセットすると楔に対応してチェンバロの中の弦が鳴り、演奏を再現するという装置であった。
これにより、ある一定の時間を反復させる動作をあらかじめひとつながりの命令として記録させ、毎回同じように実行するという、一種のマクロのシステムが生まれた。このシリンダー記譜法は自動楽器の開発や、楽譜以外の手段による楽曲の記録方法として当時の作曲家にも注目され、ヨハン・ゼバスティアン・バッハやヘンデルは自動オルガンや自動時計用の作品を作曲している。それまで唯一の楽曲の保存・伝達手段は楽譜に限られており、曲情報の解釈は演奏者の個人にゆだねられることが多かった。シリンダー記譜法と自動楽器専用の作曲により、曲という概念ではなく演奏そのものを記録し再生できるという選択肢が増え、シリンダーに楔を打ちこむ職人の技術が、名演を再現する大きな要素となり、繊細な方向性が求められた。この技術はひとつのシークエンスを再現するというプログラムと形容でき、オートマタの流れるような動作につながっていく。

### オートマタの誕生と隆盛

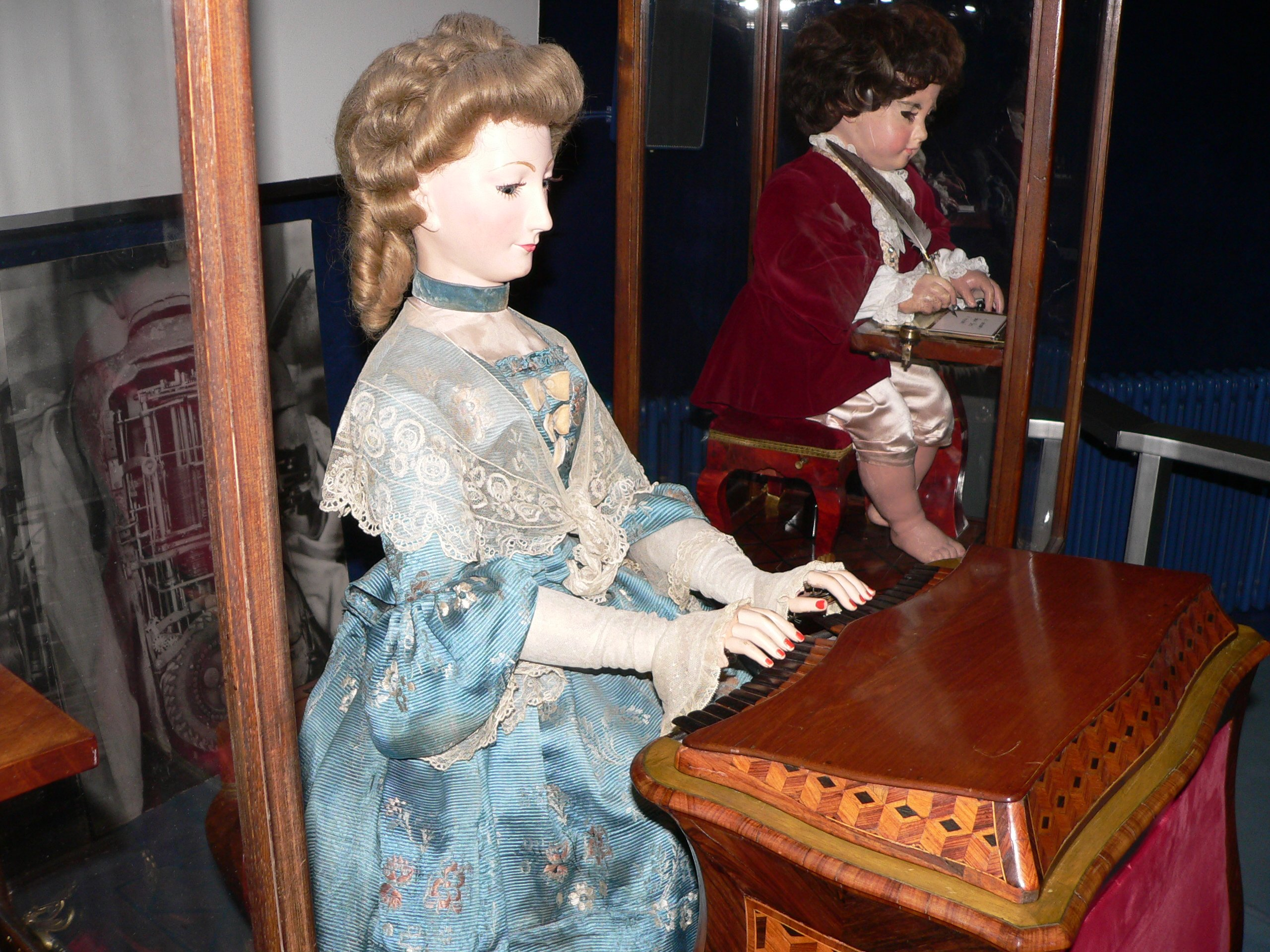
奥：手紙を書くオートマトン。手前：オルガンを演奏するオートマトン。ピエール・ジャケ・ドローの作品。

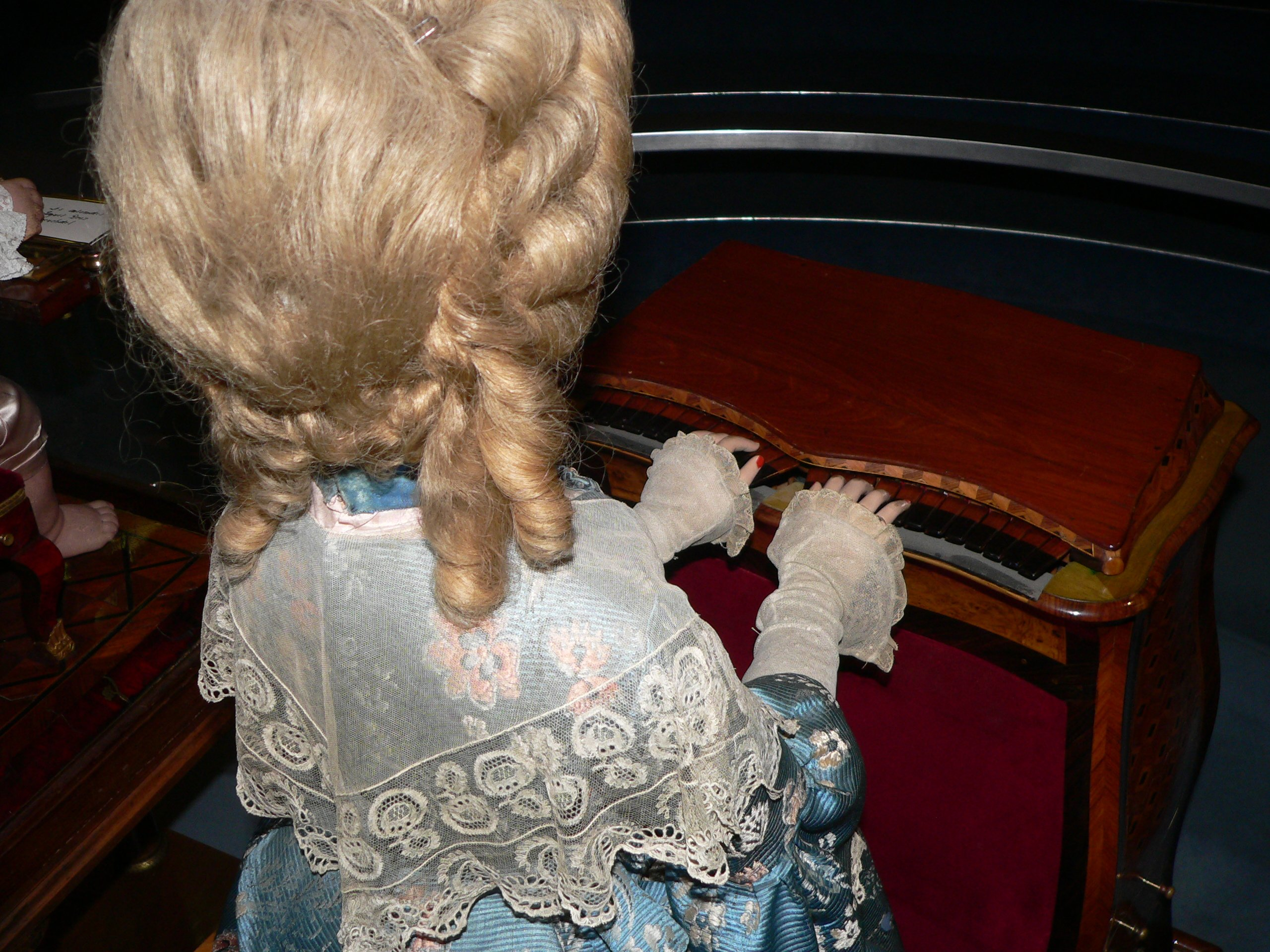
オルガンを演奏するオートマタはオルガンを弾く真似をして音を出すわけではなく、このために作られた特別な鍵盤をオートマタの指が押さえ、まさに「演奏」をする仕掛けになっている。画像をクリックして拡大すると鍵盤の形状がよくわかる。

イスラム黄金期を代表する発明家アル＝ジャザリは、水力で駆動するウェイトレスや楽団など多様なオートマタを考案製造し、機械機構に関する書『巧妙な機械装置に関する知識の書』を著して、後のオートマタ発展の礎を築いた。16世紀には仕掛け噴水やオートマタを配置した人工庭園がヨーロッパで流行する。1615年にはフランスの技術師サロモン・ド・コーが『動力の原因』を発表した。そこで紹介されている自動装置の設計図では、水力とともに歯車が動力として用いられていることがわかる。
大まかな構造図と残骸の写真のみで現物は残っていないものの、近代オートマタの誕生を語るうえにおいて外せない発明は、18世紀フランスの発明家であるジャック・ド・ヴォーカンソンによる「消化するアヒル（Canard digérateur）」である。このアヒルは1753年に発表されたとされ、羽ばたき、声をあげ、えさを食べ、水を飲み、排泄するという仕掛けであったと伝えられている。残骸の写真を見る限りアヒルのサイズの24倍程度の台座があり、その中に巨大なシリンダーを中心にすえたメカニズムが見える。また、ハンガリーのケンペレンは1770年にチェスを指すオートマタ（「トルコ人」）を作り、評判を呼んだ。しかし、「トルコ人」は人間が隠れて操作をしていたため、一時的にオートマタ全般の動きそのものまでもが疑いの目で見られるようになった。エドガー・アラン・ポーもこのチェス人形のからくりに疑いをもち1836年に発表された「メルツェルのチェス人形」という作品で取り上げている。
美術的価値の高い人形作りの技術と内部に秘められた仕掛けとがあいまって、18世紀後半から19世紀初頭にかけて、その時代の技術の粋を集めたオートマタが次々と生まれた。そこには時計職人の自信の技術を遺憾なく発揮できる対象としてという側面と、当時、時計は高級品であり、持つことができるのは貴族階級であったためにその豪華さも競われるという時代背景があった。中でもスイスの時計職人であったピエール・ジャケ・ドローの作品は代表的である。文字を書く、絵を描く、オルガンを弾く、物語性を持った複雑な動きと芸術性を併せ持った作品はほとんどこの頃のものである。1780年、ジャケ・ドローは「滝のある鳥篭」を製作。鞴（ふいご）の原理で鳥が囀り、水が管の中を流れているように見えるものであった。1839年生まれのギュスターブ・ヴィシー(Gustave Vichy)は作品を1878年のパリ万博に出品するなどの活躍をし、商業用の電動オートマタを製作。これらは主に客寄せとしてショウウインドウなどに飾られた。エルネスト・ドゥカンなどがオートマタ製作者として後世に名を残しているほか、個人ではなく会社組織として製作するJAF社などが存在した。

### 衰退とその後の影響
19世紀末のエジソンによる蓄音機の発明により、自動演奏装置は新たな技術的開発がなされなくなり、電気の普及により機械仕掛けの動力もまた根本的に変わっていった中で、オートマタが持つ神秘性や驚きは新鮮なものではなくなっていった。前時代的なもののイメージになり、趣味としてまたアンティークとして扱われるようになる。20世紀には電動オートマタも作り始められたが、かつてほどの注目を集めることはなかった。一定の動きの記録媒体はシリンダーだけでなく、19世紀には穴を開けたカードによる制御方法も考案された。織機やオートマタにもこの技術は応用され、パンチカード方式として、後の自動演奏ピアノ、計算機、コンピュータにも応用される技術となった。からくりとしての機械人形は、オートメーションとなり、やがてロボットと呼ばれ、一定のシークエンスを命令によって制御する技術の概念として残っている。蓄音機が携帯型音楽プレイヤーとなり、自動演奏装置はMIDIにおけるミュージックシーケンサーの概念そのものとなった。
20世紀後半、オートマタのほとんどは収集家や博物館によって保管され、修復が続けられた。なかでも1928年生まれのミッシェル・ベルトラン(Michel Bertrand)はJAF社での経験を生かし、伝統的なゼンマイ式のオートマタを製作する傍ら、ほぼ壊れかけているような古いオートマタの修復を、忠実な再現を目指し精力的に行った。18世紀から19世紀当時の最先端の技術や部品には、規格がほとんどないため歯車ひとつをとっても独自のサイズとなっていることから、材料の確保が年々難しくなっている。現在でもフランソワ・ジュノ(François Junod)達が製作している。日本でも複数のオートマタ作家が活躍している。

## 他の文化とのつながり

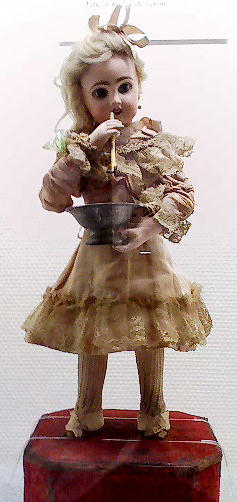
「シャボン玉を吹く少女」（エルネスト・ドゥカン作　1910年）ふいごで空気を送ることによりシャボン玉を実際に作る。頭部はジュモーのビスク・ドールが使われている。野坂オートマタ美術館所蔵品

外見はアンティーク・ドールの歴史にも密接に関連しており、20世紀前半に量産され玩具としての要素が強くなるまでは、縫製の技術、人形のボディを形成する素材の変化と成形技術革新は、その外観によってオートマタの内面的な仕掛けの技術をさらに引き立てるのに大きな役割を担った。
また、人形（ひとがた）信仰はキリスト教が禁止する偶像崇拝に真っ向から対立する面があるが、18世紀から19世紀ごろのヨーロッパでの人の形をしたものを動かすという技術的な試みと、オカルティックな憧憬は、当時の他の文化にも影響を与えた。パリ・オペラ座で1870年5月25日に初演されたバレエ「コッペリア」および1881年2月に初演されたオペラ、ジャック・オッフェンバックの「ホフマン物語」はいずれもE.T.A.ホフマンの小説「砂男」をもとにした作品であるが、それぞれ「自動人形のコッペリア」と「歌う人形のオランピア」という人物が登場する。またゲーテの「ファウスト」やそれに影響を受けたといわれる小栗虫太郎の「黒死館殺人事件」はそれぞれホムンクルスや自動人形の登場で衒学的な効果を引き立てている。

## オートマタを扱った作品
近代においては、オートマタが持っている要素のうち、当時の最先端技術に対して新鮮な驚きを感じる面よりも、ぬいぐるみのような愛玩の要素があまりないリアルな造形の人間の形をしたものが、（必ずしも機械的な技術を伴わず）意思を持って動くという、設定としての不気味さの面を強調されて描かれることが多い。このためオカルティックな雰囲気を出すうえにおいてはありきたりな設定となるほど多くの創作作品に登場するが、あくまで内部の仕掛けの技術を伴ってのものであり、単に人形が動くだけでオートマタという呼び方をするのは必ずしも正確とはいえない。そのため機械的な仕掛けの説明が伴っていないものが含まれる。

## 分類
冒頭に述べたとおり、その作られた過程や当時最先端であった互いに異なる技術の提携により、実際にオートマタと呼ばれるものの範囲は曖昧であるが、おおよそ以下のケースに分類することができる。
- 人形もしくは仕掛け主体 - 複雑な動きを伴う西洋からくり人形。
- オルゴール主体 - オルゴールとしての要素が強く、箱の蓋を開けることで仕掛けが動くもの。
- 時計主体 - 懐中時計の中で仕掛けが動くもの（直接的な性表現をモチーフにしたものもある）。
- 主体がはっきりしないもの - 人形が目をぱちぱちと瞬きするなどの動きをし、それに伴ってオルゴールが鳴り、時計としての役割もあるもの。

オートマタを展示している博物館や催事、扱っている書籍などでも同様の解釈の範囲の広さを見ることができ、オルゴールの展示場でオートマタを見る場合もあるし、からくり時計が中心の展示場がオートマタと掲示される場合もある。そのため下欄の関連項目の施設において展示物のメインは一見異なるような印象があっても、オートマタが展示されている場合がある。

## 代表的な作者
神話-ルネッサンス前
- ヘーパイストス - ギリシャ神話の鍛冶神で、からくりに作業を手伝わせた[29]。
- ジャービル・イブン＝ハイヤーン - 創作者がコントロールできる人工の人間・蛇・サソリの設計図が書かれた「石の書」を執筆
- バヌー・ムーサー（英語版）3兄弟 - 天文学者・数学者であり、からくり職人。「からくりの書（英語版）」には100のからくりを解説している。
- アル＝ジャザリー - 12世紀の時計・からくり職人、天文学者・数学者。のちの技術者に多くの影響を与えた。「巧妙な機械装置に関する知識の書」が有名
- ヴィラール・ド・オヌクール - 動物のオートマトンなどを作成

ルネッサンス後
- レオナルド・ダ・ヴィンチ
- アタナシウス・キルヒャー - 伝声管を使った像など複数のオートマタを使った教会ショーを開催した。

近代
- ピエール・ジャケ・ドロー - 時計職人で多くのオートマタを作成した。
- ジャン・ウジェーヌ・ロベール＝ウーダン - 奇術師。ショーで機械仕掛けによる仕掛けを使用した。
- テオ・ヤンセン (彫刻家)

## 日本国内の主なオートマタ展示施設
- 有馬玩具博物館
- ROKKO森の音ミュージアム
- 河口湖音楽と森の美術館
- 京都嵐山オルゴール博物館
- 現代玩具博物館・オルゴール夢館
- 神戸ドールミュージアム
- 野坂オートマタ美術館
- 堀江オルゴール博物館
- 現代からくりおもちゃ美術館ぽるぺっぽ